# Baron Northwick

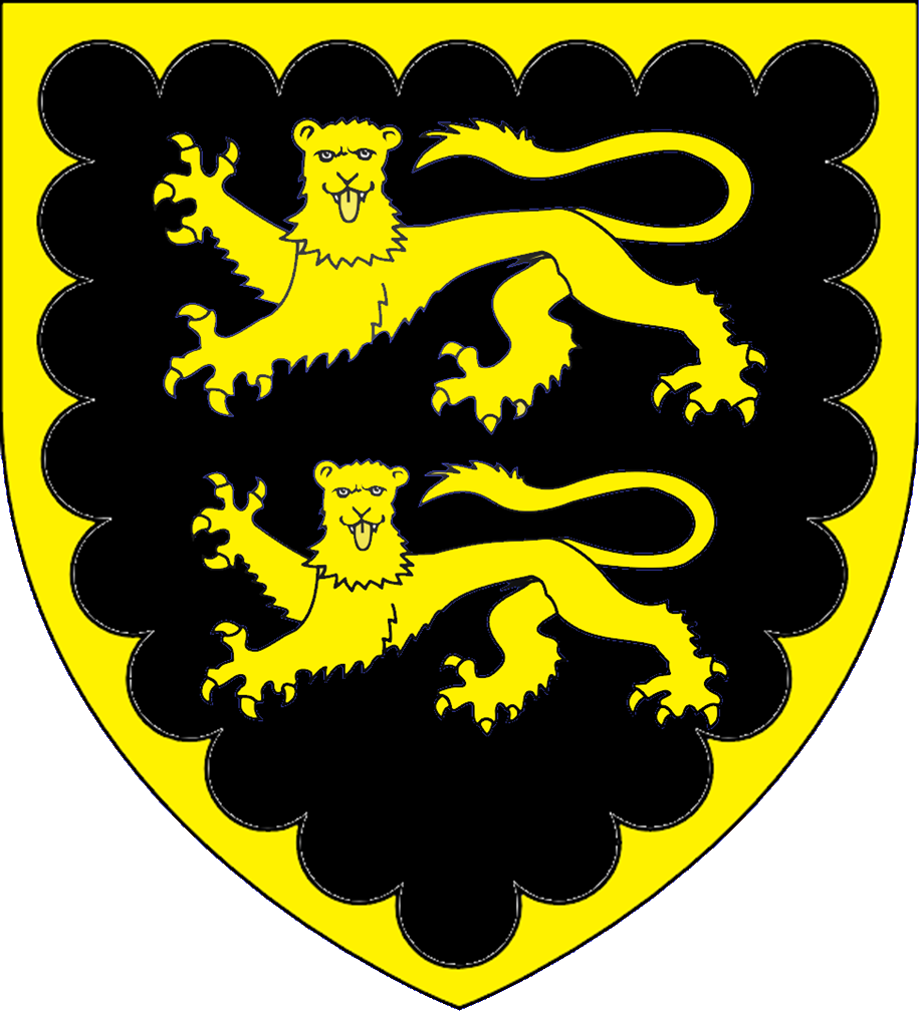
Wappen der Barons Northwick

Baron Northwick, of Northwick Park in the County of Worcester, war ein erblicher britischer Adelstitel in der Peerage of Great Britain.

## Verleihung und Geschichte des Titels
Der Titel wurde am 26. Oktober 1797 für den ehemaligen Unterhausabgeordneten Sir John Rushout, 5. Baronet geschaffen. Bereits 1775 hatte er von seinem Vater den fortan nachgeordneten Titel Baronet, of Milnst in the County of Essex, geerbt, der am 17. Juni 1661 in der Baronetage of England seinem Großvater verliehen worden war.
Beide Titel erloschen beim Tod seines Enkels, des 3. Barons, am 18. November 1887.

## Liste der Titelinhaber

### Rushout Baronets, of Milnst (1661)
- Sir James Rushout, 1. Baronet (1644–1698)
- Sir James Rushout, 2. Baronet (1676–1705)
- Sir James Rushout, 3. Baronet (1701–1711)
- Sir John Rushout, 4. Baronet (1685–1775)
- Sir John Rushout, 5. Baronet (1738–1800) (1797 zum Baron Northwick erhoben)

### Barons Northwick (1797)
- John Rushout, 1. Baron Northwick (1738–1800)
- John Rushout, 2. Baron Northwick (1770–1859)
- George Rushout, 3. Baron Northwick (1811–1887)